# 988
988(구백팔십팔)은 987보다 크고 989보다 작은 자연수다.

## 수학
- 합성수로, 그 약수는 총 12개다. (1, 2, 4, 13, 19, 26, 38, 52, 76, 247, 494, 988)
  - 988의 진약수의 합은 972이므로, 988은 부족수다.
- 18번째 케이크 수로, 가장 큰 세 자리 케이크 수다. 앞의 케이크 수는 834, 다음은 1160이다.
- {\displaystyle 77^{2}-1}은 988로 나누어떨어진다.

## 과학
- NGC 988(영어판): 고래자리 방향에 있는 나선은하.
- 988 아펠라(영어판): 소행성.

## 군사
- U-988(영어판): 제2차 세계 대전에 사용된 나치 독일의 군용 잠수함.

## 문화유산
- 대한민국의 보물 제988호: 군위 대율리 석조여래입상

## 방송
- 지니 TV의 핑크퐁채널 채널 번호.
- B tv의 SPOTV 프라임2 채널 번호.
- LG헬로비전의 유로무비 채널 번호.
- B tv 케이블의 MBC 스포츠플러스 채널 번호.

## 기타
- 연도: 988년, 기원전 988년